# 西日本鉄道香椎浜自動車営業所
香椎浜自動車営業所（かしいはまじどうしゃえいぎょうしょ）は、西日本鉄道のかつて存在したバス営業所の一つで、福岡県福岡市東区香椎浜4丁目11番3号に所在していた。営業所を示す表記は○香。
現在は、営業所の機能は新宮営業所と統合の上でアイランドシティ自動車営業所に移転し、香椎浜車庫として車両の入出庫のみ行っている。
主に福岡市都心部と東区の香椎浜・照葉地区を結ぶ路線を担当していた。新宮営業所・土井営業所・金武営業所と共同運行していた路線もある。

## 所在地
福岡県福岡市東区香椎浜四丁目11番3号
- 最寄りバス停:香椎浜営業所（現・香椎浜車庫）

## 沿革
- 1985年9月1日 - 和白自動車営業所香椎浜営業区として開設
- 2000年2月12日 - 和白営業所移転により、新宮自動車営業所香椎浜営業区となる。
- 2003年 - 組織改編により、営業所に格上げ。香椎浜自動車営業所となる。
- 2019年3月16日 - 組織改編により、新宮自動車営業所と統合し、アイランドシティ自動車営業所を設置。香椎浜営業所は香椎浜車庫に格下げとなる[1] [2]。

## 運行路線
- 2019年3月15日廃止時点の路線（太字は終点・始発停留所）

### 香椎浜〜天神線
香椎浜地区と天神地区・西新地区を結ぶ路線で、主に香椎地区 - 香椎浜地区と香椎浜地区・アイランドシティ地区 - 天神の需要がある。22-1・23-1番は箱崎埠頭経由であり、貝塚を経由しない。天神北ランプ経由の22T番は平日のみ運行されていたが、2010年3月27日のダイヤ改正からは毎日運転されるようになった。22Tと22Nの一部の朝の便は天神からそのまま22N海岸通または運輸支局経由および22-1番香椎浜営業所行きとなる。2014年11月1日改正で一部便が藤崎まで延伸され、香椎照葉三丁目発着の大半がアイランドシティへ移転したこども病院経由となった。同時に一部の便が四箇田団地・金武方面へと運行するが、そちらは金武営業所が担当している。22番・22N・22Tの一部は金武営業所と共同運行となった。2015年3月21日より、22Nに天神発の直行便が新設された。22N・22Tの土井営業所行きは土井営業所が担当である。
- 22/2：西鉄香椎 - 香椎 - 香椎浜営業所 - 香椎浜海岸通 - 城浜団地 - 名島 - 石堂大橋 - 蔵本 - 天神 - 大濠公園 - 西新 - 藤崎
- 22：西鉄香椎 - 香椎 - 香椎浜営業所 - 香椎浜海岸通 - 城浜団地 - 名島 - 石堂大橋 - 蔵本 - 天神 - 大濠公園

国道3号線・香椎浜海岸通経由。藤崎行きのみ、蔵本から2番として運行する。方向幕は香椎浜方面は黄（■）、天神方面は黒（■）、2番は青（■）。藤崎・大濠公園発着が基本だが、平日・土曜の始発1本は天神行きである。
- 22-1：香椎浜営業所 - 香椎浜南公園前 - 城浜団地 - 名島運動公園前 - ふ頭四丁目第二 - 石堂大橋 - 蔵本 - 天神 - 大濠公園
- 22-1：香椎浜営業所←城浜団地←名島運動公園前←ふ頭四丁目第二←石堂大橋←蔵本←天神←（22Tからループ運行）

箱崎ふ頭・香椎浜南公園経由。方向幕は香椎浜営業所行きは黄（■）、大濠公園行きは黒（■）。他の香椎浜地区の路線と違って海岸通は経由しない。2010年3月27日のダイヤ改正では22T（天神ループ系統）が設定された。なおふ頭四丁目第二・名島運動公園前には平日・土曜ダイヤ、高須磨町には日曜・祝日ダイヤで運行されていたが、2016年2月12日の改正で全曜日のダイヤがふ頭四丁目第二経由へと変更された。
- 23-1：西鉄香椎 - 香椎 - 千早 - 名島 - ふ頭四丁目第二 - 石堂大橋 - 蔵本 - 中洲 - 天神 - 法務局前 - 大濠公園

箱崎ふ頭・千早経由。方向幕は香椎浜車庫行きは黄（■）、大濠公園行きは黒（■）。この路線は城浜団地や香椎浜地区を経由しない。本数はあまりなく、特に日曜・祝日は夕方の大濠公園行き一本のみである。なお22-1と同じくふ頭四丁目第二経由は平日・土曜ダイヤであったが、2016年2月12日の改正で全曜日のダイヤがふ頭四丁目第二経由へと変更された。また、同改正で22-1と合わせて本数が削減された。
- 22N/2：アイランドシティ照葉 - こども病院 - 香椎浜海岸通 - 城浜団地 - （名島RP - 都市高速 - 呉服町RP） - 蔵本 - 天神 - 大濠公園 - 西新 - 藤崎
- 22N：アイランドシティ照葉  -（こども病院 - ）香椎浜海岸通 - 城浜団地 - （名島RP - 都市高速 - 呉服町RP） - 蔵本 - 天神 - 大濠公園
- 22N：アイランドシティ照葉←こども病院←香椎浜海岸通←城浜団地←（名島RP - 都市高速 - 呉服町RP）←蔵本←天神←（22T・直行からループ運行）
- 22N/2：香椎浜営業所 - 香椎浜海岸通 - 城浜団地 - （名島RP - 都市高速 - 呉服町RP） - 蔵本 - 天神 - 大濠公園 - 西新 - 藤崎
- 22N：香椎浜営業所 - 香椎浜海岸通 - 城浜団地 - （名島RP - 都市高速 - 呉服町RP） - 蔵本 - 天神 - 大濠公園
- 22N：香椎浜営業所←香椎浜海岸通←城浜団地←（名島RP - 都市高速 - 呉服町RP）←蔵本←天神←（22Tからループ運行）
- 22N/2：香椎浜営業所 - 福岡運輸支局前 - 城浜団地 - （名島RP - 都市高速 - 呉服町RP） - 蔵本 - 天神 - 大濠公園 - 西新 - 藤崎
- 22N：香椎浜営業所 - 福岡運輸支局前 - 城浜団地 - （名島RP - 都市高速 - 呉服町RP） - 蔵本 - 天神 - 大濠公園
- 22N：香椎浜営業所←福岡運輸支局前←城浜団地←（名島RP - 都市高速 - 呉服町RP）←蔵本←天神←（22Tからループ運行）

22番同様、藤崎行きのみ蔵本から2番として運行する。方向幕は香椎浜方面は黄（■）、天神方面は黒（■）、2番は青（■）。香椎浜海岸通経由便と福岡運輸支局前経由便、香椎浜南公園前経由便がある。22Tからのループ便については後述。朝9時までにアイランドシティ照葉を出発する便は、こども病院には入らない。
2017年3月25日のダイヤ改正で香椎花園南口発着が開設される。香椎花園のリニューアルオープンに伴い新設されるもので、この系統は香椎浜南公園前を経由する。はじめに2017年3月18～20日にかけて天神～香椎花園南口間を臨時運行した。
- 22N直行：アイランドシティ照葉←こども病院←照葉ガーデンスクエア入口←留学生会館前←名島運動公園前←（名島RP ← 都市高速 ← 呉服町RP）←蔵本←天神中央郵便局前←（直行からループ運行）

平日朝に5本、アイランドシティ照葉行きのみ運行。方向幕は黄（■）。こども病院への通勤客向けに設定されており、上記停留所のみ停車する。四箇田団地・金武営業所発は金武営業所が、天神中央郵便局前発は新宮営業所が運行する。
- 22B：アイランドシティ照葉 - こども病院 - （香椎浜RP - 都市高速 - 呉服町RP） - 蔵本 - 天神 - 大濠公園

都市高速香椎浜ランプ経由。方向幕はアイランドシティ照葉行きは黄（■）、大濠公園行きは黒（■）。上記22Nの速達便として2017年3月25日のダイヤ改正で開設される。
全便がアイランドシティ照葉発着で、平日のラッシュ時に運行。藤崎発着はない。朝の大濠公園行きはこども病院には入らない。
- 22T：アイランドシティ照葉→こども病院→香椎浜海岸通→城浜団地→（名島RP → 都市高速 → 天神北RP）→天神→（22N）
- 22T：香椎浜営業所→香椎浜海岸通→城浜団地→（名島RP → 都市高速 → 天神北RP）→天神→（22N・22-1）
- 22T：香椎浜営業所→福岡運輸支局前→城浜団地→（名島RP → 都市高速 → 天神北RP）→天神→（22N・22-1）
- 22T：香椎花園南口→香椎浜南公園前→城浜団地→（名島RP → 都市高速 → 天神北RP）→天神→（22N）

都市高速（天神北ランプ）経由。方向幕は黒（■）。海岸通経由と運輸支局経由、南公園経由があり、アイランドシティ照葉発着はすべて海岸通経由で運転される（香椎浜地区は22Nと同じルート）。天神方面はすべて天神から香椎浜方面へのループで運転する。ループ便の22Nは香椎浜海岸通・福岡運輸支局経由の2通りがあるが詳細は22Nの項を参照。
朝9時までにアイランドシティ照葉を出発する便は、こども病院には入らない。
- 直行：アイランドシティ照葉→留学生会館前→（香椎浜RP → 都市高速 → 天神北RP）→天神→（22N直行）
- 直行：アイランドシティ照葉→こども病院→留学生会館前→（香椎浜RP → 都市高速 → 天神北RP）→天神→（22N直行）

平日朝と夜間に運行。方向幕は黒（■）。直行は留学生会館前までは既存の22N・22Tと同一。留学生会館前を出ると香椎浜ランプから天神北まで都市高速を走行し、天神中央郵便局前（東向き）までノンストップで運行する。途中の那の津口・天神北には停車しない。朝の便は運行時間上、こども病院には入らない。
- 220：アイランドシティ照葉→香椎浜南公園→城浜団地→（名島RP → 都市高速 → 呉服町RP）→蔵本→天神

都市高速（名島ランプ）・香椎浜南公園経由。方向幕は黒（■）。アイランドシティ照葉発は平日6本、土休日2本あり、うち平日朝の2本は天神行きで香椎浜営業所が運行する。2015年10月1日から設定し、2016年2月12日改正で金武営業所行きを設定した。（金武営業所行きは金武営業所運行）
新宮・緑ヶ浜発着と照葉小中学校前始発の系統は新宮営業所が運行する。

### 下原〜天神線
香椎地区から香椎浜を経由せずに天神へ向かう路線であるが、都市高速経由は香椎浜地区を一部通る。下原地区からの乗客は大半が香椎地区で乗り降りする。香椎花園発着は午前中の天神方面行き、午後以降の香椎花園行きは牧の鼻公園を経由する。23-2番は平日・土曜の朝に香椎パークポート行き、同夕方に天神行きが運転される。平日朝一便のみ新宮営業所の応援運用がある。
- 23：下原 - 西鉄香椎駅前 - 香椎 - 名島 - 石堂大橋 - 蔵本 - 天神 - 大濠公園
- 23：香椎花園 - 牧の鼻公園前 - 香椎花園 - 香椎 - 名島 - 石堂大橋 - 蔵本 - 天神

方向幕は香椎方面は黄（■）、天神方面は黒（■）。牧の鼻公園経由の経路は香椎花園行き・天神行きで同一となっており、牧の鼻公園前→香住ヶ丘四丁目の順に停まる。
- 23B：下原 - 西鉄香椎駅前 - 香椎 - 香椎浜営業所 - （香椎浜RP - 都市高速 - 呉服町RP） - 蔵本 - 天神 - 大濠公園

都市高速・香椎浜エリア経由。方向幕は下原行きは黄（■）、天神方面は黒（■）。
長らく下原 - 大濠公園の通し運行であったが、2015年3月21日のダイヤ改正から土曜夜に1本、下原発天神行きの区間便を設定し、2016年6月18日のダイヤ改正から平日・土曜の数本が天神発着となった。
- 23-2：香椎パークポート - 貝塚 - 石堂大橋 - 蔵本 - 天神

方向幕は香椎パークポート行きは黄（■）、天神行きは黒（■）。休日運休。朝に香椎パークポート行きを、夕方に天神行きを運行する。
- 無番：下原 - 西鉄香椎駅前 - 香椎 - 香椎浜営業所 - 香椎浜海岸通 - 香椎浜二丁目
- 無番：西鉄香椎 - 香椎 - 香椎浜営業所 - 香椎浜海岸通 - 香椎浜二丁目

下原・香椎と香椎浜エリアを結ぶ系統。方向幕は下原・西鉄香椎行きは黄（■）、香椎浜二丁目行きは黒（■）。2017年3月25日のダイヤ改正で発着地が城浜団地から香椎浜二丁目へと変更された。西鉄香椎発着もあり、一部香椎浜〜天神線の運用に組み込まれている。この路線には番号は振られておらず、無番である。いずれも香椎浜営業所からの出庫便であるが、香椎浜二丁目行きについては到着後に香椎パークポートまたは下原へ回送される。
西鉄香椎発着のうち西鉄香椎行きは土曜の朝1本のみ、香椎浜二丁目行きは平日の夜1本のみ運転。

### 香椎浜～博多駅線
香椎浜地区と博多駅・板付地区を結ぶ路線。現在は29番、29Nが含まれる。なお、博多駅はすべて博多バスターミナルに乗り入れる。
雑餉隈営業所が担当する40番と呉服町 - 板付七丁目間で重複する。ダイヤの調整は行われているが、あくまで別路線であり、29番・29Nを雑餉隈営業所が運行することは確認されていないが、香椎浜営業所の路線図には40番の記載がある。なお、各曜日とも博多バスターミナルからの始発便は香椎浜営業所が担当しており、香椎浜営業所から博多バスターミナルまで回送され、29番として（2016年6月18日改正までは40番として運行）板付七丁目まで運行し到着後は29番の始発便として折り返す。博多バスターミナル→板付七丁目に関しては40番と完全に重複するが、時刻表では29番として扱われている。一部はアイランドシティ照葉で乗務員が現地出退勤する便もある。
- 29：アイランドシティ照葉 - こども病院 - 香椎浜海岸通り - 城浜団地 - 名島 - 県庁前 - 呉服町 - 博多バスターミナル - 山王一丁目 - 那珂小学校前 - 板付七丁目
- 29：西鉄香椎 - 香椎 - 香椎浜営業所 - 香椎浜海岸通り - 城浜団地 - 名島 - 県庁前 - 呉服町 - 博多バスターミナル - 山王一丁目 - 那珂小学校前 - 板付七丁目

名島・県庁経由。29Nと異なり全便が海岸通経由である。方向幕は香椎浜方面は黄（■）、博多駅行きは黒（■）、板付七丁目行きは緑（■）。
各曜日の博多バスターミナル発一便、平日ダイヤで西鉄香椎駅前発の昼一便、アイランドシティ照葉発の平日の昼一便と日曜・祝日ダイヤで朝一便を除く全便が香椎浜地区 - 板付七丁目の運行である。終日毎時1 - 3本程度、アイランドシティ照葉系統・西鉄香椎系統をおおむね交互に運行するが、香椎浜営業所を発着する便もわずかながら存在する。ラッシュ時の増発は29Nが担っている。朝9時までにアイランドシティ照葉を出発する便はこども病院には入らない。
再延伸前の1999年までは香椎浜営業所 - 山王一丁目の便が運行されていた。
- 29N/29：アイランドシティ照葉 - こども病院 - 香椎浜海岸通り - 城浜団地 - （名島RP - 都市高速 - 呉服町RP） - 呉服町 - 博多バスターミナル→山王一丁目→那珂小学校前→板付七丁目
- 29N/29：アイランドシティ照葉 - こども病院 - 香椎浜南公園前 - 城浜団地 - （名島RP - 都市高速 - 呉服町RP） - 呉服町 - 博多バスターミナル - 山王一丁目→那珂小学校前→板付七丁目
- 29N：香椎浜営業所←香椎浜海岸通り←城浜団地←（名島RP ← 都市高速 ← 呉服町RP）←呉服町←祇園町←博多バスターミナル
- 29N：香椎浜営業所←香椎浜南公園前←城浜団地←（名島RP ← 都市高速 ← 呉服町RP）←呉服町←祇園町←博多バスターミナル
- 29N直行：アイランドシティ照葉 - 香椎浜南公園前 - 城浜団地 - （名島RP - 都市高速 - 呉服町RP） - 博多バスターミナル（名島運動公園前 - 博多駅は通過）

都市高速経由。博多駅方面は呉服町から29番になる。方向幕は香椎浜方面は黄（■）、博多駅行きは黒（■）、板付七丁目行きは緑（■）。
大別して香椎浜海岸通り経由と2017年3月25日のダイヤ改正で設定された香椎浜南公園前経由があり、案内上はそれぞれ「海岸通経由」「南公園経由」とされている。この行先番号は平日・土曜日のラッシュ時のみ運行されるが、2017年3月25日のダイヤ改正より日曜・祝日にも南公園経由が朝のみ運転される。基本は博多バスターミナル発着で、平日に限り一部が博多バスターミナル以南も運行されるが、本数は少ない。板付七丁目発および山王一丁目行きはない。朝9時までにアイランドシティ照葉を出発する便はこども病院には入らない。
山王一丁目始発便は、板付七丁目から板付新橋・筑紫通り経由で回送され、山王一丁目からそのまま営業を開始する。そのため17番や114番と異なり、扇町始発ではない。
直行は博多駅からイオンモール香椎浜、アイランドシティ地区へのアクセス路線として土曜・日曜・祝日の日中に毎時1本程度運行される。上下とも、こども病院へは入らないため注意が必要である。
沿革
- 1999年xx月xx日 -- 山王一丁目系統を廃止。
- 2007年3月26日 -- 西鉄香椎発着系統が海岸通・東郵便局経由に変更される[3]。
- 2007年12月20日 -- 西鉄香椎発着系統が海岸通・留学生会館前経由に変更される[4]。
- 2009年1月30日 -- アイランドシティ（改正と共にアイランドシティ中央公園前に改称）発着系統が照葉小中学校前（改正と共に新設）まで延伸される。
- 2010年3月27日
  - 29Nの博多駅行き全便を経路変更（呉服町ランプ・祇園町経由から博多駅東ランプ・博多駅筑紫口経由）し、それらの系統は博多駅から29番・29Nとして祇園町経由で循環運行を開始。博多駅始発については循環しない便も存続した。
  - 29Nの西鉄香椎発着を廃止。
  - 新宮営業所の29-1減便により29番に新宮営業所の運用が設けられる。
  - 快速（箱崎ふ頭）新設。
- 2010年10月16日 -- 新宮営業所の29-1廃止にともない、29番・快速（箱崎ふ頭）から新宮営業所が撤退。
- 2011年2月26日 -- 循環運行を廃止、29N香椎浜→博多駅方面行きは呉服町経由に戻る。29番の全便を板付七丁目まで、29Nの一部を山王一丁目・板付七丁目まで延伸。快速（箱崎ふ頭）廃止。
- 2014年4月1日 -- 照葉小中学校前から香椎照葉三丁目まで延伸される。
- 2014年11月1日 -- 一部便がこども病院への乗り入れ開始。平日・土曜に29番の博多駅止めが再設定される。
- 2015年3月21日 -- 直行29Nが土曜・日曜・祝日に運行開始（博多バスターミナル行きは名島運動公園まで乗車のみ、アイランドシティ照葉行きは名島運動公園以降降車のみの扱い。）
- 2017年3月25日 -- 運輸支局経由が廃止となり、代わりに香椎浜南公園前経由が新設される。また、直行29Nが全停留所にて乗降可能となる。

### キャナルシティライン線

#### 運行経路
- 博多駅前A → 駅前四丁目 → TVQ前 → キャナルシティ博多前 → 中洲・南新地 → 春吉 → 天神・福岡市役所前 → 天神コア前 → 天神大丸前 → 春吉 → 中洲・南新地 → キャナルイーストビル前 → TVQ前 → 駅前四丁目 → 博多駅センタービル前

※太字停留所は快速停車停留所。
出入庫は平日・土曜は29Nで行う。日祝日は29で出庫しキャナルシティラインの運用に就いた後、入庫は回送（博多営業所→香椎浜営業所）で行う。ラッピングを施した専用車で運行する。

### アイランド海の中道線
海の中道への速達便として天神から都市高速・アイランドシティ・マリンワールド海の中道を経由して大岳を結ぶ路線である。現在、通常運行は土曜・休日しか運転されないが、マリンワールドでの夜の水族館（営業時間を夜まで延長）実施時には平日にも夕方から夜の一部で運転されることがある（土曜・休日も同様）。かつては新宮・桧原・那珂川の各営業所も担当していたが、現在は香椎浜のみの単独となっている。ただし海ノ中道海浜公園にあるサンシャインプールの営業時期はサンシャインプール直行便も運転されてダイヤが変わるため、他の営業所が担当する便もある（2009年度では香椎浜・那珂川・桧原・土井が担当だったが、2010年か度ら香椎浜・新宮・土井・宇美が担当、2013年度からはこれに吉塚が加わるが、宇美は2018年度は担当しない）。
2010年4月26日からは、行先番号21Bで運行され、同年9月30日までの期間限定で平日にも運行された。
- 21B：大岳 - 西戸崎駅前 - マリンワールド海の中道 - アイランドシティ中央公園前 - 留学生会館前 - （香椎浜RP - 都市高速 - 呉服町RP） - 蔵本 - 天神中央郵便局前

方向幕は大岳行きは黄（■）、天神行きは黒（■）。平常期は土曜・祝日のみ、60分間隔で運行される。基本的にノンステップ車を使用するが、ワンステップ車が入ることもある。長期にわたって番号が割り振られていなかったが、2010年4月26日から21Bとなった。マリンワールドでの夜の水族館実施時には平日にも臨時で運転される場合がある。当初は大岳発着だったが、2013年度～2015年度はマリンワールド海の中道発着で設定、2017年度は大岳発着で2往復設定した（担当は香椎浜・土井・宇美）。
2017年3月25日から大岳行きのみ、イルカのピクトグラムが入ったLED行先表示に更新された。
- 臨時：サンシャインプール（海ノ中道海浜公園） - マリンワールド海の中道 - （香椎浜RP - 都市高速 - 呉服町RP） - 蔵本 - 天神中央郵便局前

方向幕はサンシャインプール行きは黄（■）、天神行きは黒（■）。毎年7月中旬 - 9月下旬頃までサンシャインプールの営業時期に併せて運行される。天神 - 蔵本や、マリンワールド海の中道 - サンシャインプールのみの利用は出来ない。発着と同様土曜・休日のみ運行するが、毎年8月中には平日も運行する。海ノ中道海浜公園に乗り入れるのはこの系統のみ。新宮営業所・土井営業所・吉塚営業所と共同運行。

### アイランドシティ〜千早線

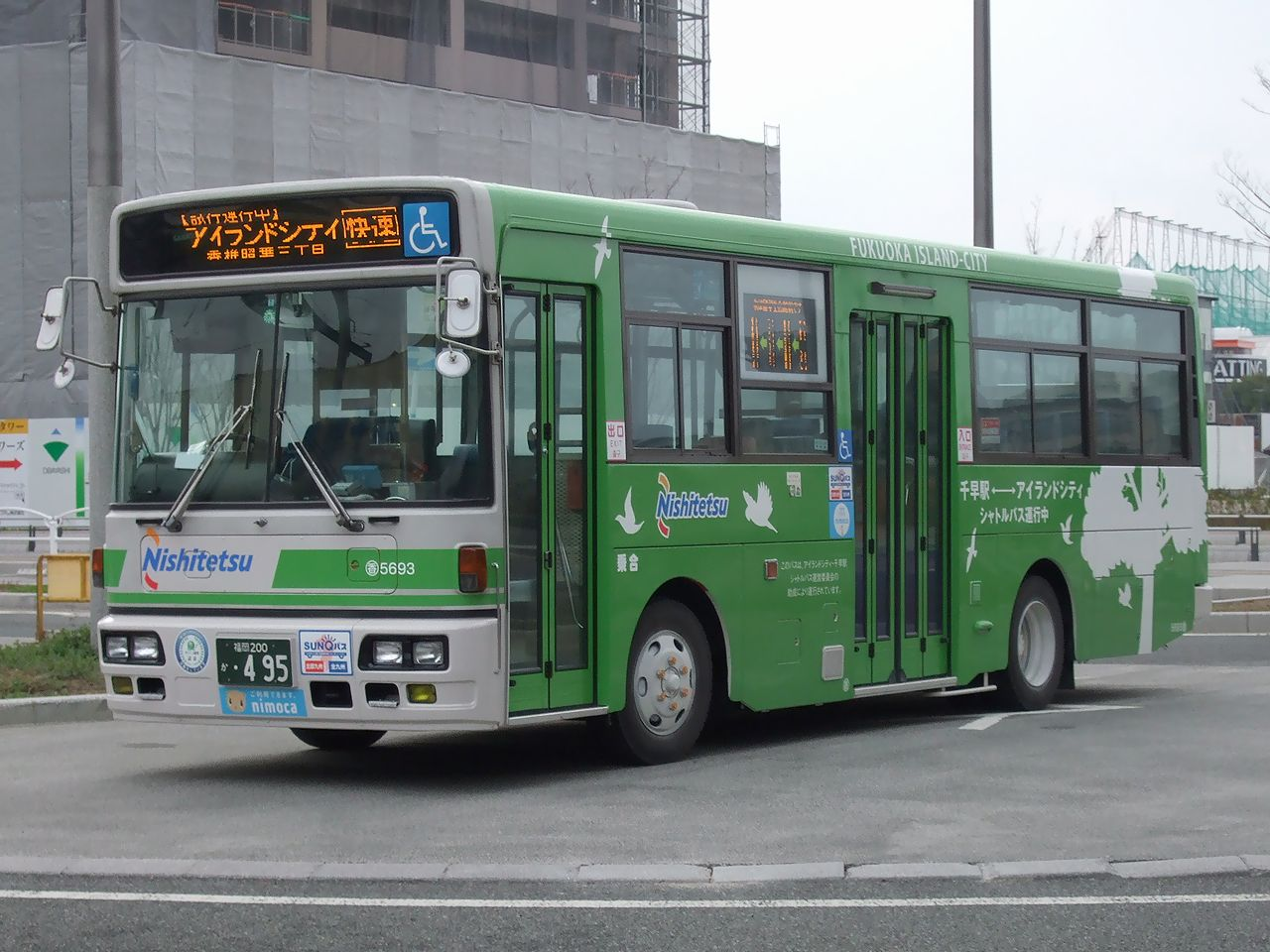
運行開始当初のアイランドシティ - 千早線専用ラッピング車。約1年間運行したのち一般塗装の中型車に変更された。

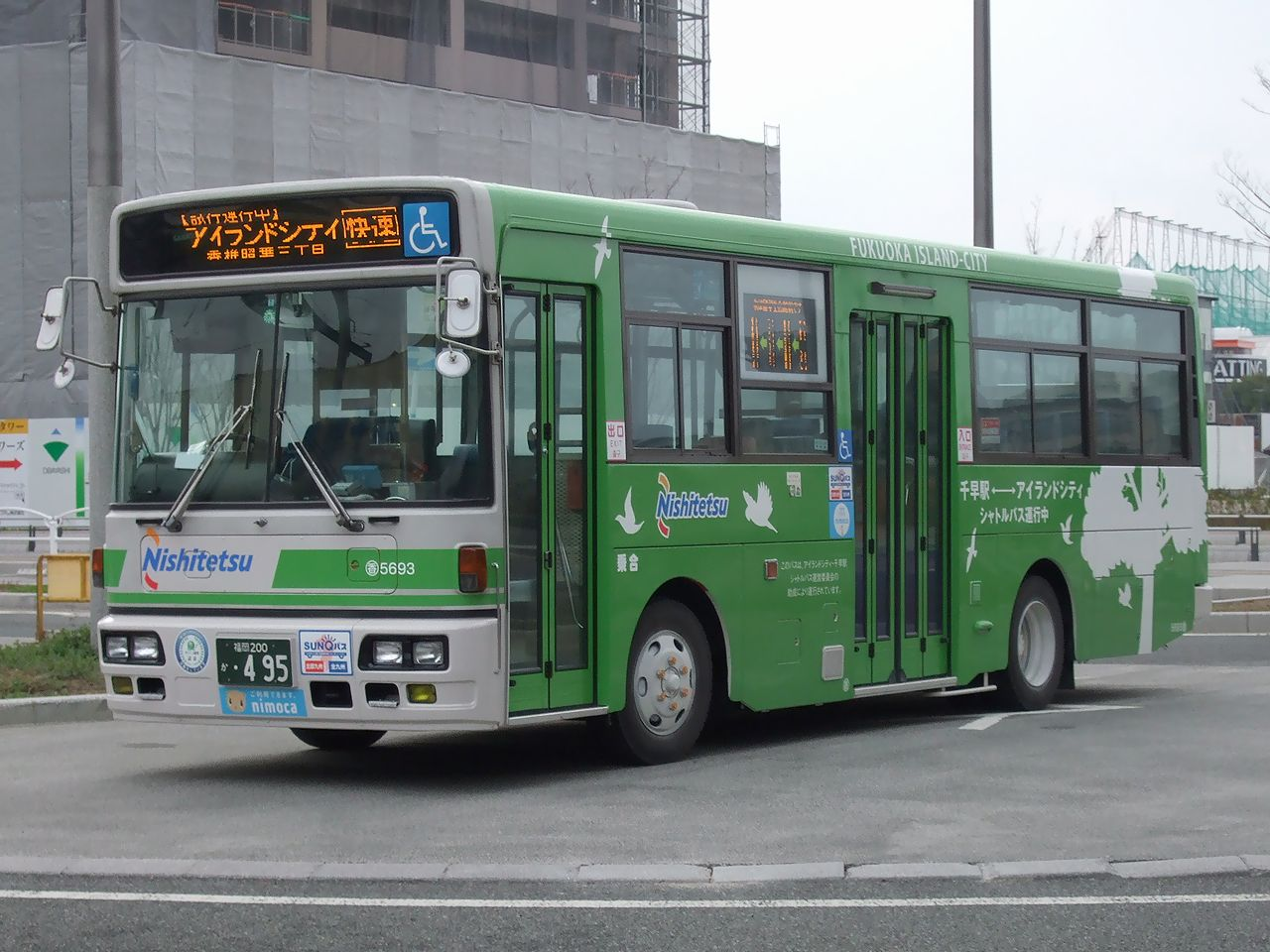
アイランドシティ - 千早線専用車

千早駅とアイランドシティを結ぶ路線。2009年1月30日から運行開始。1年間の試行運行としていたが、その後も試行期間を延長して運行が続けられた。アイランドシティの開発主体である博多港開発と、アイランドシティ内に立地する企業5社で構成する「アイランドシティ・千早駅シャトルバス運営委員会」が運営主体である。運行開始当初は日曜・祝日は運休で、ラッピングを施した専用車を使用していたが、後に通常の中型車に変更された。2014年11月1日のダイヤ改正で正式運行となり、一部を除いてこども病院を経由するようになったほか、日曜・祝日にも運行を開始し、車両は大型車に置き換えられた（原則としてノンステップ車を使用、ワンステップ車が入ることもある）。2016年6月18日のダイヤ改正にて直行は快速1番に変更。
- 1：アイランドシティ照葉 - こども病院 - 照葉ガーデンスクエア入口 - 香椎浜北公園前 - 御幸町 - 千早駅
- 1快速：アイランドシティ照葉 - （←こども病院←） - 照葉ガーデンスクエア入口 - 香椎浜北公園前 - （←留学生会館前←/→（3号線経由）→） - 千早駅

御幸町経由で、2011年2月26日に開設。当初は香椎参道も経由していたが、2013年3月16日から御幸町 - 千早駅は3号線経由となっている。朝9時までにアイランドシティ照葉を出発する便はこども病院には入らない。運行間隔が均一でないため注意。千早駅行きは千早駅到着後、そのままアイランドシティ照葉行きとして折り返すが、一部は入庫のため香椎浜営業所へ回送される。
快速は朝時間帯に運行。千早駅行きは香椎浜北公園前 - 千早駅間が無停車となる。アイランドシティ照葉行きは加え、留学生会館・こども病院に停車する。

## 過去の路線

### 香椎 - マリノアシティ線（臨時）
- 無番
  - 西鉄香椎 - 香椎 - 御幸町 - 御幸公園前 - 香椎浜中央 - 香椎浜海岸通 - 香椎浜二丁目 - 城浜団地 - 名島運動公園前 - （名島）都市高速（西公園） - 中央市民プール - ヤフオクドーム前 - 西南中高前 - 博物館南口 - 百道中央公園西口 - 豊浜団地 - 名柄団地 - マリノアシティ福岡
土日祝日のみの期間限定運行として2007年4月21日から運行開始し、同年8月26日までの運行を予定していたが、利用者低迷のため7月1日限りで打ち切られた。
「香椎エリアから都市高速経由で早くて便利!!マリノアシティ福岡・ヤフードームへ。直通便でGO!!」ということだったが、福岡地区では都心部を超えての需要が少ないため、都市高速区間は空気輸送に近い状態だった（香椎地区・百道・愛宕地区それぞれの地域輸送のような状態だった）。
香椎 - マリノアシティは約45分で西鉄香椎からは9時10分 - 19時25分の間、20分 - 30分間隔で、マリノアシティからは10時20分 - 20時40分の間、20分 - 30分間隔で運行され、1日24往復運行されていた。
運行を担当した営業所は、香椎浜営業所と土井営業所である。

### 天神（アイランドシティ）海の中道線
- ■■ 臨時直行
  - 志賀島小学校前 - 志賀島 - 大岳 - 西戸崎五丁目 - 藤棚 - 西戸崎駅前 - マリンワールド海の中道 - カモ池前 - 航空管制部前 - 雁の巣レクレーションセンター - （香椎）都市高速（呉服町） - 蔵本 - 中洲 - 天神

2010年7月17日から9月までの土曜・休日限定で運転された直行便。海ノ中道付近の渋滞を考慮し、21Bと違って香椎ランプ・和白経由となる。蔵本～雁ノ巣レクレーションセンター間は無停車。

### アイランドシティ〜千早線
千早駅とアイランドシティを結ぶ路線。2009年1月30日から運行開始し、1年間の試行運行としている。アイランドシティの開発主体である博多港開発と、アイランドシティ内に立地する企業5社で構成する「アイランドシティ・千早駅シャトルバス運営委員会」が運営主体で、当初はラッピングを施した専用車を使用していた（現在は通常の中型車で運転）。日曜・祝日には運転されなかった。その後1番が新設された代わりに廃止。
- 快速
  - 千早駅前 - 留学生会館前 - アイランドシティ中央公園前 - 照葉小中学校前 - 香椎照葉三丁目　※全停留所記載

直行の運行されない時間帯および香椎照葉三丁目行き全便はこの系統で運行された。後に快速は2016年6月18日のダイヤ改正で快速1番として復活。
- ■ 直行（アイランドシティ照葉行きはアイランドシティ中央公園前から1番として運行）
  - 千早駅前 - アイランドシティ中央公園前 - 照葉小中学校前 - （→こども病院→） - アイランドシティ照葉

朝時間帯に、運行される。こども病院へはアイランドシティ照葉行きのみ乗り入れる。2016年6月18日のダイヤ改正で快速1番に変更され、廃止となった。

### 香椎浜 - 天神線
2007年3月26日の改正から西鉄香椎発着のみ御幸公園前・東郵便局経由となった。当時は宣伝不足や経由表示が改正前と変わらないため、乗車間違いなどの混乱が多く見受けられた。しかしこの影響か2007年12月20日改正で土曜夜の西公園行き1本を除き留学生会館前経由に戻されたが、2009年9月の減便ダイヤ改正で廃止された。
- ■■ 22
  - （22番:現存路線 西鉄香椎 - 御幸町）- 御幸公園前 - （22番:現存路線 香椎浜四丁目 - 西公園（現:大濠公園））
- ■ 22D
  - 香椎浜営業所 → 留学生会館前 → 香椎浜南公園前 → 城浜団地 → 千早公園前 → 名島 → 高須磨町 → ふ頭五丁目 → ふ頭一丁目 → （箱崎）都市高速（呉服町） → 蔵本 → 中洲 → 天神 → 舞鶴一丁目 → 法務局前 → 大手門三丁目 → 荒戸一丁目 → 西公園（現:大濠公園）

片道のみの運転であった
- ■■ 22N
  - 西鉄香椎駅前→香椎→（22N番:現行路線 香椎浜営業所 - 藤崎）

2014年11月1日改正までは一部時間に運行していたがこの部分のみ廃止。
- ■■ 22-1
  - （22-1番:現存路線 香椎浜営業所 - 城浜団地） - 千早公園前 - 名島 - 高須磨町 - （22-1番:現存路線 リサイクルプラザ前 - 大濠公園）
  - （22-1番:現存路線 香椎浜営業所←城浜団地）←千早公園前←名島←高須磨町←（22-1番:現存路線 リサイクルプラザ前←天神地区）←（22Tからの直通）

2016年2月12日改正まではふ頭四丁目第二・名島運動公園前には平日・土曜ダイヤ、高須磨町には日曜・祝日ダイヤと運行していたが、日曜・祝日ダイヤを平日・土曜ダイヤと同じルートに変更されたためこの部分のみ廃止。
- 22N/2：香椎花園南口 - 香椎浜南公園前 - 城浜団地 - （名島RP - 都市高速 - 呉服町RP） - 蔵本 - 天神 - 大濠公園 - 西新 - 藤崎
- 22N：香椎花園南口 - 香椎浜南公園前 - 城浜団地 - （名島RP - 都市高速 - 呉服町RP） - 蔵本 - 天神 - 大濠公園
- 22N：香椎花園南口←香椎浜南公園前←城浜団地←（名島RP - 都市高速 - 呉服町RP）←蔵本←天神←（22Tからループ運行）

2017年3月25日のダイヤ改正で香椎花園南口発着が開設される。香椎花園のリニューアルオープンに伴い新設されるもので、この系統は香椎浜南公園前を経由する。はじめに2017年3月18～20日にかけて天神～香椎花園南口間を臨時運行し、翌週25日より土日祝日限定で本格運行を開始した。なお、本格運行では天神発着の便は設定されていない。
2019年3月16日のダイヤ改正により、廃止された。

### 香椎浜～博多駅線
■■ 29
- （29番:現存路線 西鉄香椎 - 御幸町） - 御幸公園前 - 香椎浜海岸通り - （29番:現存路線 城浜団地 - 板付七丁目）

2007年3月26日改正で西鉄香椎発着・留学生会館前系統から振り替えて新設。しかし同年12月20日に元の経路に戻され、廃止となった。
- 香椎→御幸町→名香野→千早→（29番:現存路線 名島→博多駅交通センター〈現：博多バスターミナル〉）

経路としては29-1と同じだったが、29番として運行されていた。平日・土曜日の早朝に1本のみ設定されていた。2010年3月27日改正で廃止。
■■ 29N
駅東ランプ経由博多駅行きの合同庁舎以降は29番・29Nの香椎浜方面行きとして運行されていた。
- （現存路線：29N番 照葉小中学校前→名島運動公園前）→（名島）都市高速（博多駅東）→合同庁舎→筑紫口（博多駅）→博多バスターミナル→祇園町→呉服町→（29番・29Nへと連続運行）
- （現存路線：29N番 香椎浜営業所→香椎浜海岸通り→名島運動公園前）→（名島）都市高速（博多駅東）→合同庁舎→筑紫口（博多駅）→博多バスターミナル→祇園町→呉服町→（29番・29Nへと連続運行）
- （現存路線：29N番 香椎浜営業所→福岡運輸支局前→名島運動公園前）→（名島）都市高速（博多駅東）→合同庁舎→筑紫口（博多駅）→博多バスターミナル→祇園町→呉服町→（29番・29Nへと連続運行）

2010年3月27日改正で29Nの博多駅行きをすべて博多駅東ランプ経由の循環に変更する形に変更。その際29番上下と29Nの博多駅始発は存続していた。2011年2月26日改正で循環を廃止し、29Nの博多駅方面行きはすべて呉服町ランプ経由に戻りそれと同時に、板付七丁目まで延伸された。
■■ 快速（快速区間　ふ頭一丁目 - 博多バスターミナル ）
香椎浜営業所行きのふ頭一丁目以降は22-1として運行されていた。
- 照葉小中学校前 - アイランドシティ中央公園前 - 留学生会館前 - 香椎浜南公園前 - 城浜団地 - 名島 - ふ頭中央 - ふ頭一丁目 - 箱崎駅西口 - 吉塚駅前 - 博多バスターミナル（博多駅） ※快速区間は全停留所記載

2010年3月27日に新設。平日・土曜日のみ運行で、朝は香椎浜営業所行き、夕方に博多バスターミナル行きを運行。新設時から同年10月16日改正までは新宮営業所と共同運行となっていた。吉塚駅前 - 博多バスターミナル間は41番吉塚営業所系統と同じ経路をたどっていた。2011年2月26日改正で廃止。
- ■■■ 都市高29N （福岡都市高速 名島 - 呉服町）
  - 香椎浜営業所 - 御幸公園前 - 福岡運輸支局前 - 城浜団地 - 名島運動公園前 - （名島RP - 都市高速 - 呉服町RP） - (■■29→)呉服町 - 祇園町 - 博多駅地区 - 駅東三丁目 - 山王一丁目→那珂小学校前→那珂→板付団地第一→板付七丁目

福岡運輸支局経由があったが、2017年3月25日のダイヤ改正で廃止、代わりに香椎浜南公園前経由が開設された。

### 動物園 - 香椎花園線
- ■□ 300
  - 香椎花園 - 香住ヶ丘三丁目 - 香住ヶ丘一丁目 - 女子大前 - 香椎 - 御幸町 - 千早 - 名島 - 高須磨町 - 貝塚 - 箱崎松原 - 箱崎浜・東区役所 - 馬出三丁目 - 千鳥橋 - 石堂大橋 - 蔵本 - 中洲 - 天神 - 渡辺通一丁目 - 薬院駅前 - 薬院大通 - 薬院交番前 - 教会前 - 動物園前

現在の300とは無関係。1985年ごろに登場。数年で廃止された。

### 香椎浜〜タワー線
かつて運行されていた24番福岡タワー発着便の代行路線であるが、2007年3月26日改正より、この路線とほぼ同じ経路の路線が設置された。24番系統は香椎地区を経由していたが、当系統は千早駅経由となっている。また、平日朝に限り、天神・タワー方面に快速が運行される。土井営業所と共同運行している。2008年3月15日改正よりアイランドシティ・香椎浜営業所系統は4-1番に改番された。2009年1月30日よりアイランドシティ内の照葉小中学校前まで延長された。2010年3月27日のダイヤ改正で4番は千早経由が千早四丁目経由に変更された。また増便もあり、千早駅・天神発着が多くなった反面福岡タワー発着は減便された。2010年10月16日のダイヤ改正で4-1番が廃止され、4番は土井営業所の単独運行となった。
- ■■■ 4
  - 土井営業所 - 八田 - 八田団地 - 舞松原 - 若宮田 - 水谷 - 千早駅前 - 千早四丁目 - 西鉄名島駅 - 高須磨町 - 貝塚 - 箱崎松原 - 箱崎浜・東区役所 - 馬出三丁目 - 千鳥橋 - 石堂大橋 - 蔵本 - 中洲 - 天神 - 舞鶴一丁目 - 法務局前 - 大手門三丁目 - 荒戸一丁目 - 大濠公園 - 唐人町 - 地行 - 国立医療センター - 医師会館・ソフトリサーチパーク前 - 福岡タワー南口（TNC放送会館前）
- ■■■ 4-1
  - 照葉小中学校前 - アイランドシティ中央公園前 - 香椎浜営業所 - 御幸町 - 千早 - 名島 - 高須磨町 - 貝塚 - 箱崎松原 - 箱崎浜・東区役所 - 馬出三丁目 - 千鳥橋 - 石堂大橋 - 蔵本 - 中洲 - 天神 - 舞鶴一丁目 - 法務局前 - 大手門三丁目 - 荒戸一丁目 - 大濠公園 - 唐人町 - 地行 - 国立医療センター - 医師会館・ソフトリサーチパーク前 - 福岡タワー南口（TNC放送会館前）
- ■ 快速 4 （快速区間　箱崎浜→蔵本）
  - 土井営業所→八田→八田団地→舞松原→若宮田→水谷→千早駅前→千早四丁目→西鉄名島駅→高須磨町→貝塚→箱崎松原→箱崎浜・東区役所→蔵本→中洲→天神→舞鶴一丁目→法務局前→大手門三丁目→荒戸一丁目→大濠公園→唐人町→地行→国立医療センター→医師会館・ソフトリサーチパーク前→福岡タワー南口（TNC放送会館前）
- ■ 快速 4-1 （快速区間　箱崎浜→蔵本）
  - 照葉小中学校前→アイランドシティ中央公園前→香椎浜営業所→御幸町→千早→名島→高須磨町→貝塚→箱崎松原→箱崎浜・東区役所→蔵本→中洲→天神→舞鶴一丁目→法務局前→大手門三丁目→荒戸一丁目→大濠公園→唐人町→地行→国立医療センター→医師会館・ソフトリサーチパーク前→福岡タワー南口（TNC放送会館前）

### 志賀島線
志賀島と香椎地区・天神を結ぶ路線である。香椎浜営業所が担当するようになったのは2007年3月のダイヤ改正から（このときに4番が香椎浜と土井の両方が担当するようになり、香椎浜担当分が減少されて車両に余裕ができたため）。当路線のA系統に限らず、他のA系統も香椎の手前で都市高速へ入るため誤乗には注意が必要である。また、平日の一部の21A系統は210系統と循環運行しているが、2009年9月のダイヤ改正からはこれまで21A→210番のみだったループ便が休日および210番→21Aのループ便も設定された。
新宮営業所との共同運行路線であったが、2013年3月16日改正から再び新宮営業所の単独運行に戻されている。
- ■■ 21
  - 志賀島小学校前 - 志賀島 - 大岳松原 - 大岳 - 西戸崎五丁目 - 藤棚 - 西戸崎駅前 - マリンワールド海の中道 - カモ池前 - 航空管制部前 - 雁の巣レクレーションセンター - 雁の巣駅前 - 雁の巣 - 奈多 - 三苫口 - 塩浜 - 和白五丁目 - 和白 - 白浜 - 唐の原 - 産業大学前 - 女子大前 - 香椎 - 御幸町 - 千早 - 名島 - 高須磨町 - 貝塚 - 箱崎松原 - 箱崎浜・東区役所 - 馬出三丁目 - 千鳥橋 - 築港口 - 石城町 - 蔵本 - 中洲 - 天神
- ■■ 21A
  - 志賀島小学校前 - 志賀島 - 大岳松原 - 大岳 - 西戸崎五丁目 - 藤棚 - 西戸崎駅前 - マリンワールド海の中道 - カモ池前 - 航空管制部前 - 雁の巣レクレーションセンター - 雁の巣駅前 - 雁の巣 - 奈多 - 三苫口 - 塩浜 - 和白五丁目 - 和白 - 白浜 - 唐の原 - 産業大学前 - 女子大前 - （香椎 - 都市高速 - 呉服町） - 蔵本 - 中洲 - 天神
  - （210と直通） - 雁の巣レクレーションセンター・雁の巣駅 - 雁の巣 - 奈多 - 三苫口 - 塩浜 - 和白五丁目 - 和白 - 白浜 - 唐の原 - 産業大学前 - 女子大前 - （香椎 - 都市高速 - 呉服町） - 蔵本 - 中洲 - 天神
- ■■ 210
  - （21Aと直通） - 雁の巣レクレーションセンター・雁の巣駅 - 照葉小中学校前 - アイランドシティ中央公園前 - 留学生会館前 - （香椎浜 - 都市高速 - 呉服町） - 蔵本 - 中洲 - 天神

### 千早駅～福岡空港線
- 香椎浜営業所 - 留学生会館前 - 香椎浜四丁目 - 御幸公園前 - 御幸町 - 御幸町(3号線) - 千早駅前 - 若宮五丁目 - 火の見下 - 松島一丁目 - 原田一丁目 - 松田 - 二又瀬公園前 - 二又瀬 - （←福岡空港第三←） - 福岡空港第一・第二

2013年3月16日から9月30日までの試行運行。福岡空港方面は各バス停乗車のみで、終点の福岡空港第一・第二ターミナルまで下車できず、千早駅・香椎浜方面は福岡空港第一・第二・第三ターミナルを乗車すると、その後のバス停は下車のみとなっている。福岡空港行きは、福岡空港第一・第二ターミナルで終点となるため、福岡空港第三ターミナル前では停車しないが、千早駅・香椎浜営業所行きは福岡空港第三ターミナル前で停車（乗車のみ）する。福岡空港発の朝3便は千早駅終点のダイヤで、千早駅発は夜2便のダイヤとなっている。専用車を２台導入し、大きな荷物が乗り入れしやすいようにノンステップ仕様になっていて、前方には小さいが荷物置きも用意されている。2014年3月31日まで、そして同年10月31日までと試行運行が延長されていたが、同日をもって運行終了となる。

### 都心循環(内回り)線
- ■ 100円循環（内回り）
  - (18)博多バスターミナル3番のりば→(17)駅前一丁目→(16)祇園町→(15)奥の堂→(14)呉服町→(13)土居町→(12)川端町・博多座前→(11)東中洲→(10)市役所北口・アクロス福岡前→(9)天神コア前→(8)天神大丸前→(6)春吉→(5)南新地→(4)キャナルイーストビル前→(3)TVQ前→(2)駅前四丁目→(1)博多駅E

※全停留所記載。番号は停留所番号（2004年11月1日から設定）
送り込み、戻しは29Nにて実施。ラッピングを施した専用車で運行される。
博多営業所・吉塚営業所・桧原営業所・宇美営業所・那珂川営業所との共同運行（ただし桧原は土曜日・日祝日のみの運行）。香椎浜は土曜・休日のみ100円ライナーを運行するため、各停の100円循環は担当しない。

### 100円ライナー線
2011年3月2日に運行開始。同年1月31日のニュースリリースで、九州新幹線全通やJR博多シティ開業による天神 - 博多間の交通利便性向上を目的に新設すると発表された。
新設当初は桧原・柏原・金武・香椎浜・土井・宇美の各営業所による共同運行であったが、2013年3月16日から、内回りは香椎浜・那珂川・宇美・吉塚の各営業所の運行に変更されている。停車停留所には、100円循環バスと同じで停留所番号が設定されている。
- ★100円ライナー(内回り)
  - (18)博多バスターミナル（3番のりば）→(14)呉服町→(12)川端町・博多座前→(9)天神コア前→(8)天神大丸前→(4)キャナルイーストビル前→(1)博多駅シティ銀行前 土曜・休日のみ運行。 送り込み、戻しは29N・29にて実施。日祝の戻しのみ回送となっている。

## 車両
一般路線車
大型車
日産ディーゼル→UDトラックスの西日本車体工業架装車と、三菱ふそう・エアロスター・いすゞ・エルガ・日野・ブルーリボンのそれぞれ純正車体が在籍する。2011年に純正車体のエアロスターのワンステップ車2台を西鉄グループで初めて導入した。（2台とも現在は新宮営業所に配置されている。）2012年にはエアロスターのワンステップ車が配置された。2013年には千早駅～福岡空港線専用にいすゞ・エルガのノンステップ車が配置された（千早駅～福岡空港線の試行運行終了後は他の路線で運用されている）。2014年には三菱ふそう・エアロスターのノンステップ車が配置され、2017年には日野・ブルーリボンも配置されている。
中型車
現在は在籍していない。以前は日産ディーゼル（当時、現UDトラックス）の西工車体が在籍していた。基本的にアイランドシティ〜千早線での運用で、同路線の試行運行開始時に初めて配置された。
このほか、貸切車が1台配置されている。